# Шаверское сельское поселение
Шаверское се́льское поселе́ние — упразднённое муниципальное образование в Краснослободском районе Мордовии Российской Федерации.
Административный центр — село Шаверки.

## История
Образовано в 2005 году в границах сельсовета.
Упразднено Законом от 24 апреля 2019 года, а входившие в его состав населённые пункты были включены в Гуменское сельское поселение (сельсовет).

## Население
| 2002 | 2010 | 2012 | 2013 | 2014 | 2015 | 2016 |
| ---- | ---- | ---- | ---- | ---- | ---- | ---- |
| 685  | ↘565 | ↘544 | ↘520 | ↘503 | ↘488 | ↘466 |
| 2017 | 2018 | 2019 |      |      |      |      |
| ↘447 | ↘440 | ↘430 |      |      |      |      |

## Состав сельского поселения
| № | Населённый пункт | Тип населённого пункта | Население |
| - | ---------------- | ---------------------- | --------- |
| 1 | Тенишево         | село                   | ↘240      |
| 2 | Шаверки          | село                   | ↘325      |